# Время в Бутане
Бутанское время (BTT — англ. Bhutan Time) — стандартное время, установленное на территории Королевства Бутан, которое соответствует часовому поясу UTC+6:00 всемирного координированного времени (UTC). На территории Бутана не производится перевод часов на летнее время.
+ 6 часов — стандартная разница во времени по сравнению с UTC/GMT.
BTT — стандартное обозначение бутанского времени.

## История
До 15 августа 1947 года в Бутане использовалось местное среднее время, которое соответствовало +5:58:36 UTC.
В 00:00:00 15 августа 1947 года (пятница) часы на территории Бутана были переведены назад на 28 минут 36 секунд и было установлено время 23:31:24 14 августа 1947 года (четверг) индийского стандартного времени, которое соответствует UTC +5:30 часов.
В 00:00:00 1 октября 1987 года (четверг) часы на территории Бутана были переведены вперёд на 30 минут и было установлено бутанское (стандартное) время (BTT), которое соответствует UTC +6 часов.

## Разница во времени с соседними странами
| Страна | Разница во времени с соседними странами |
| ------ | --------------------------------------- |
| Индия  | −30 минут круглогодично                 |
| Китай  | +2 часа круглогодично                   |